# Medalla a la Gallardía Eminente
La Medalla a la Gallardía Eminente, fue, hasta 1993, una condecoración militar otorgada al personal de la Fuerzas Armadas Británicas (y desde septiembre de 1942 al personal de la Marina Mercante de rango equivalente al de suboficial o marinero) y anteriormente también a personal de otros países de la Commonwealth, por debajo del rango de oficial, por su notable gallardía en acción contra el enemigo en el mar o en el aire.
La medalla original de la Royal Navy se instituyó brevemente en 1855, y totalmente el 7 de julio de 1874. Durante la Segunda Guerra Mundial, la medalla de la Royal Air Force —Medalla de Gallardía Eminente (de Vuelo)— se añadió a partir de 1943.
Esta medalla era el equivalente para el personal de tropa de la Orden del Servicio Distinguido concedida por actos de valentía a los oficiales, aunque muy inferior en categoría, a medio camino entre la Medalla de Conducta Distinguida y la Medalla del Servicio Distinguido. Los receptores de la medalla tienen derecho a usar las letras «CGM» después de su nombre.
En 1993, la Medalla de Gallardía Eminente, la Orden al Servicio Distinguido (cuando se otorgaba por valentía) y Medalla de Conducta Distinguida fueron sustituidos por la Cruz de Gallardía Eminente (CGC). La CGC se concede a las tres ramas de las fuerzas armadas (Ejército, Armada, Fuerza Aérea) y es para todos los rangos.  Es inferior solo a la Cruz Victoria por su valentía en acción.

## Descripción
- La medalla es circular, de plata, de 36mm de diámetro. En el anverso de esta medalla lleva la cabeza del monarca reinante
- El reverso tiene las palabras «Por su notable gallardía» en tres líneas, rodeado por una corona de laurel y coronado por una Corona Imperial.
- La liga es de un tipo de desplazamiento adornado.
- La cinta de la versión naval de la medalla fue cambiado en 1921 de dos franjas de color azul oscuro que flanquean una franja blanca central a una cinta blanca con delgadas rayas azul oscuro en el borde. En su institución, la cinta de la versión de la Fuerza Aérea era azul celeste con delgadas rayas azul oscuro en el borde.
- Una barra laureada de plata, se otorgaba por los actos adicionales de valor preeminente.